# Coppa del Presidente 2018 (pallacanestro maschile)
La Coppa del Presidente 2018  è la 34ª Coppa del Presidente di pallacanestro maschile.
La partita è stata disputata il 3 ottobre 2018 presso l'Ankara Arena di Ankara tra il Fenerbahçe, campione di Turchia 2017-18 e l'Anadolu Efes vincitore della Coppa di Turchia 2018.

## Palazzetto
| Ankara                 | Ankara Ankara Arena |
| Ankara Arena           | Ankara Ankara Arena |
| Posti a sedere: 10.400 | Ankara Ankara Arena |
|                        | Ankara Ankara Arena |

## Finale
| Arbitri: | Emin Moğulkoç Özlem Yalman Ahmet Tatlici |

|                                      |            |                                     |
| Sloukas 24 Düverioğlu 10 Lauvergne 8 | Punti      | 13 Balbay, Moerman 11 Simon 8 Micić |
| Sloukas 5                            | Assist     | 4 Micić, Simon                      |
| Düverioğlu, Melli 6                  | Rimbalzi   | 9 Moerman                           |
| Željko Obradović                     | Allenatori | Ergin Ataman                        |

| Quintetto titolare | Quintetto titolare | Quintetto titolare | Pt   | Rim  | Ass  |
| ------------------ | ------------------ | ------------------ | ---- | ---- | ---- |
| C                  | 44                 | Ahmet Düverioğlu   | 10   | 6    | 0    |
| AG                 | 4                  | Nicolò Melli       | 2    | 6    | 2    |
| AP                 | 12                 | Nikola Kalinić     | 5    | 2    | 1    |
| G                  | 10                 | Melih Mahmutoğlu   | 1    | 2    | 0    |
| PG                 | 16                 | Kōstas Sloukas     | 24   | 2    | 5    |
| Panchina:          |                    |                    |      |      |      |
| AP                 | 3                  | Ergi Tırpancı      | n.e. | n.e. | n.e. |
| A                  | 5                  | Barış Hersek       | n.e. | n.e. | n.e. |
| AP                 | 18                 | Egehan Arna        | n.e. | n.e. | n.e. |
| G                  | 32                 | Sinan Güler        | 3    | 5    | 1    |
| P                  | 35                 | Ali Muhammed       | 2    | 3    | 1    |
| AP                 | 70                 | Luigi Datome       | 7    | 2    | 3    |
| AC                 | 77                 | Joffrey Lauvergne  | 8    | 2    | 1    |
| Allenatore:        |                    |                    |      |      |      |
| Željko Obradović   |                    |                    |      |      |      |

| Fenerbahçe |  | Anadolu Efes |

| Vincitrice Coppa del Presidente 2018 |
| ------------------------------------ |
| Anadolu Efes (11º titolo)            |

| Quintetto titolare | Quintetto titolare | Quintetto titolare | Pt   | Rim  | Ass  |
| ------------------ | ------------------ | ------------------ | ---- | ---- | ---- |
| C                  | 42                 | Bryant Dunston     | 7    | 4    | 0    |
| AG                 | 18                 | Adrien Moerman     | 13   | 9    | 1    |
| AP                 | 6                  | Metecan Birsen     | 2    | 0    | 0    |
| P                  | 1                  | Rodrigue Beaubois  | 6    | 1    | 2    |
| P                  | 22                 | Vasilije Micić     | 8    | 2    | 4    |
| Panchina:          |                    |                    |      |      |      |
| AG                 | 3                  | Yiğitcan Saybir    | n.e. | n.e. | n.e. |
| P                  | 4                  | Doğuş Balbay       | 13   | 5    | 3    |
| G                  | 8                  | Birkan Batuk       | n.e. | n.e. | n.e. |
| G                  | 10                 | Onuralp Bitim      | n.e. | n.e. | n.e. |
| C                  | 15                 | Sertaç Şanlı       | 3    | 1    | 0    |
| G                  | 19                 | Buğrahan Tuncer    | 2    | 3    | 0    |
| G                  | 44                 | Krunoslav Simon    | 11   | 5    | 4    |
| Allenatore:        |                    |                    |      |      |      |
| Ergin Ataman       |                    |                    |      |      |      |